# Kaltenthal (Trausnitz)

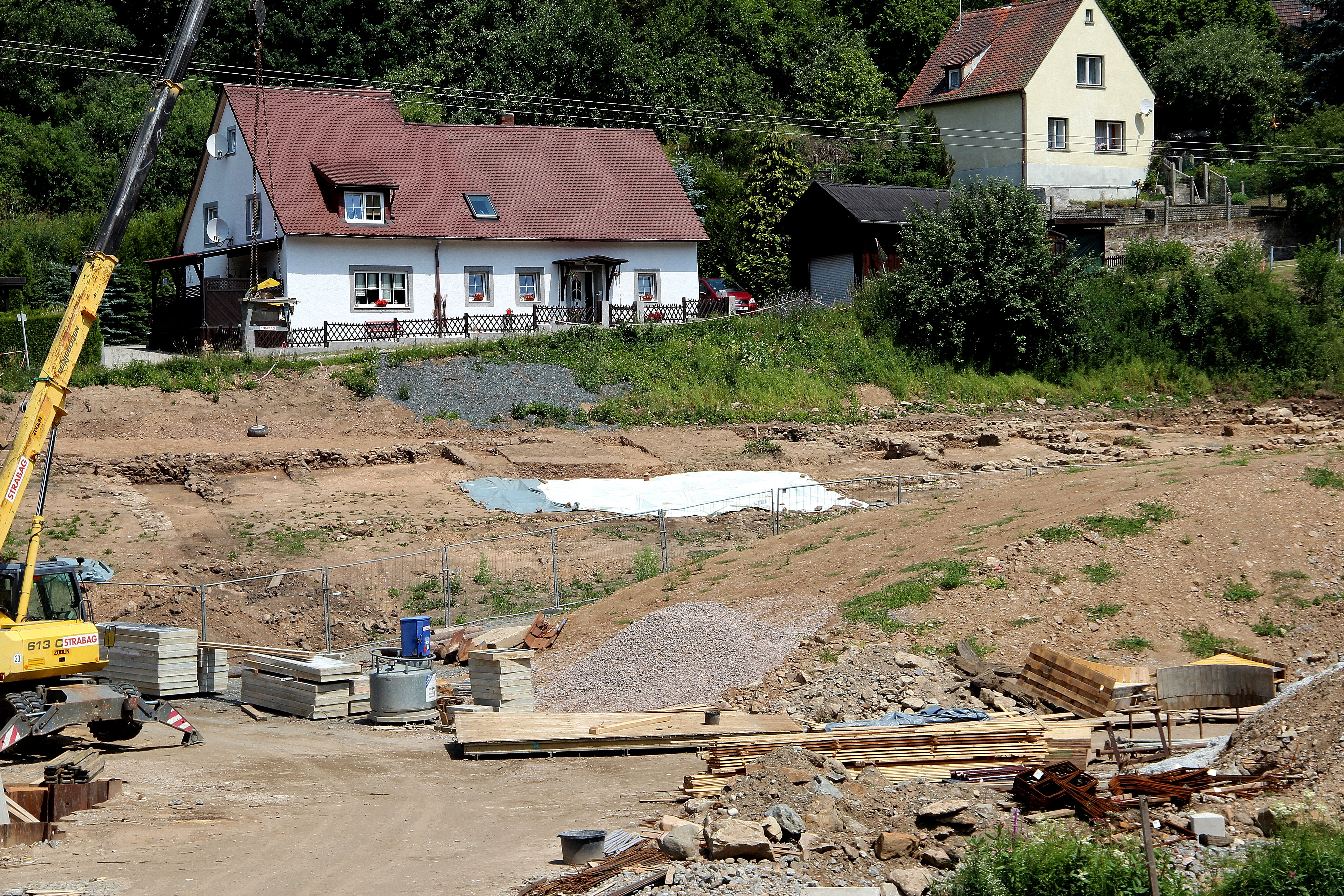
Grabungen Hammer Kaltenthal (2012)

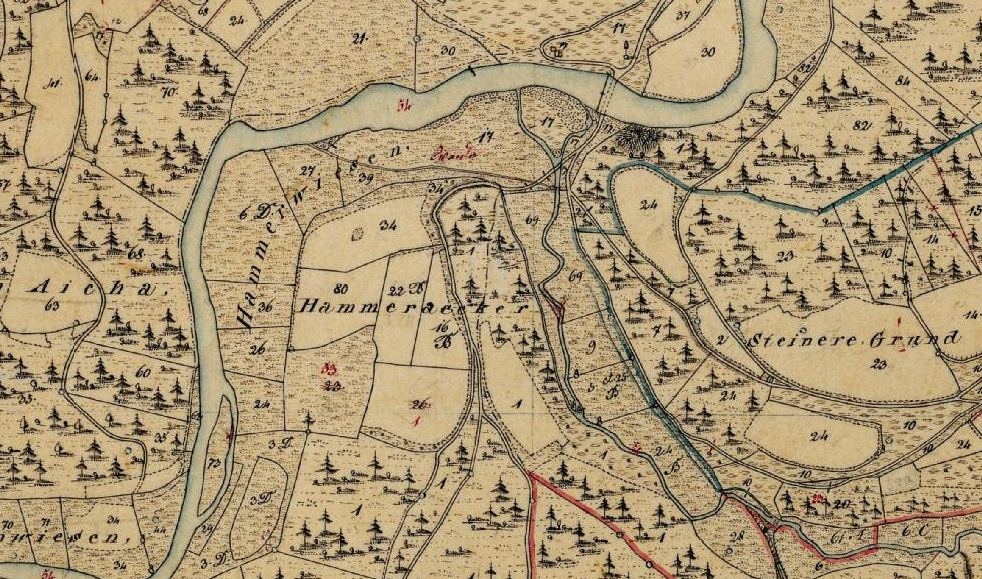
Lageplan von Kaltenthal (Trausnitz) auf dem Urkataster von Bayern

Kaltenthal ist ein Ortsteil der Gemeinde Trausnitz im Landkreis Schwandorf.

## Geographie
Kaltenthal liegt im mittleren Oberpfälzer Wald am Fluss Pfreimd, rund 500 m südwestlich der Ortschaft Trausnitz auf einer Höhe von 395 Metern an der Staatsstraße 2157, die von Trausnitz nach Pfreimd führt.

## Geschichte
1326 nennt das Urbarium Vicedominatus Lengenveld Chaltental (= Kaltenthal), Choeteltz (= Köttlitz) und Saechsenchirchen (= Sächsenkirchen, der frühere Ortsname vom heutigen Trausnitz) zum Verwaltungsmittelpunkt Trausniht (Name der Burg Trausnitz) gehörig. 1538 hatte Jobst Wolf Erlbeck die Gutsherrschaft Trausnitz inne. Er starb 1558 ohne Erben, so dass Kaltenthal an den Lehensherrn zurückfiel. Am 18. Oktober 1563 wurde „Hans Christoph von Giech zu Wiesentfels, … mit den von Jobst Wolf Erlbeck heimgefallenen Lehen zu Eschldorf, Rötenbach, Kaltenthal und Gutenfürst“ gegen Zahlung von 3000 Gulden belehnt.

### Hammer Kaltenthal
Entlang der Wasserläufe entstanden im Mittelalter Mühlen, kleine Schneidsägen und Hammerwerke, die sich die Kraft des Wassers zunutze machten. Für die Hammerwerke stand in der Gegend um die Pfreimd Holz in ausreichender Menge zur Verfügung. Noch im Jahre 1846 war das Landgericht Nabburg, zu dem Kaltenthal gehörte, Bestandteil des Eisen- und Hammergaus Oberpfalz. 1519 kaufte Kaspar Erlbeck von den Zengern das Gut Trausnitz und weitere Güter. Zu Trausnitz gehörte der Hammer Kaltenthal mit dem Hammermeister Ulrich Seus. Aufgrund finanzieller Probleme von Erlbeck ging der Hammer an die Markgrafen Casimir und Georg von Brandenburg über. 1538 folgte Jobst Wolf Erlbeck, 1563 Hans Christoph von Giech. Am 15. April 1576 folgten dessen Söhne Hans Christoph und Georg Dietrich von Giech als Besitzer des Hammers Kaltenthal. Am 19. September 1592 ging der Besitz mit dem Hammer Kaltenthal, der Mannschaft auf dem Hammer und vier Höfen zu „Guttenvirst“ auf Hans Sazenhofen von Fuchsberg über. Nach dem Tode des Hans von Sazenhofen traten dessen Söhne Veit Hans, Christoph Philipp, Jobst Sigismund und Georg Peter das Erbe an, das diese 1605 an Hans von Brandt auf Stein verkauften. Hans von Brandt trat die Besitzung am 14. Januar 1605 wiederum an Thomas von Sparneck ab. Dessen Sohn Hans Ludwig von Sparneck führte die Übernahme des Hammers durch. Nach dem Tod des Vaters Thomas von Sparneck erhielt Hans Ludwig von Sparneck den Hammer, der am 6. November 1616 an Hans Adam von Sparneck-Weißdorf überging. 1621 erreichte der Dreißigjährige Krieg die Oberpfalz, mit verheerenden Auswirkungen in wirtschaftlicher, gesellschaftlicher und kultureller Art, auch für viele Hämmer. Am 5. November 1658 wurden Hans Georg Otto, Hans Christoph Erdmann von Sparneck und ihr im Ausland lebender Bruder Hans Wilhelm Ernst mit dem Hammer Kaltenthal belehnt, den Hans Georg Otto betrieb. Am 19. Mai 1681 erhielten Hans Christoph Ernst und Wolf Adam Bernhard von Sparneck-Weißdorf den Hammer Kaltenthal. Aus einem Bericht des Johann German Barbing an den Kurfürst Ferdinand Maria vom 16. Januar 1666 heißt es: „Kaltenthal. Der allda gestandene Hammer ist vor vielen Jahren in grund gegangen und es ist niemand zu finden, der sich der schweren Unkosten halber darum annehmen will; sonst ist das ‚Arzt‘ meistens zu Amberg genommen worden.“
Da Wolf Adam Bernhard von Sparneck keine Erben hinterließ, fiel die Besitzung an dessen zwei Schwestern Maria Salome Katharina, verheiratet mit Johann Bernhard von Donndorf auf Ramlesreut bei Stadtkemnath und an Maria Sophia Johanna, der Frau des Johann Georg Lochner von Hüttenbach auf Lintach. Maria Salome Katharina von Donndorf zog mit ihrem Mann nach Trausnitz, um das Gut zu bewirtschaften. Die Hälfte des Gewinns sollte ihre Schwester Maria Sophia Johanna von Lochner erhalten. Sie sollte sich auch an den anfallenden Kosten beteiligen. Es kam zum Streit der Schwestern, der zum Verkauf von Trausnitz samt Kaltenthal führte. Am 12. Juni 1714 erwarb Baron von Quentel, Pfleger zu Schwandorf, das Gut. Bei diesem Verkauf hatte sich Maria Salome Katharina von Donndorf 300 Gulden für das ewige Licht in Trausnitz ausbedungen. Im Jahre 1763 wurde das Gut über eine Versteigerung von Johann Balthasar von Hannakam erworben.
Der abgegangene Hammer wird als Bodendenkmal unter der Aktennummer D-3-6439-0077 im Bayernatlas als „Wüstung Kaltenthal, spätmittelalterlicher und frühneuzeitlicher Eisenhammer“ geführt.

## Steuerdistrikt und Gemeindebildung
Das Königreich Bayern wurde 1808 in 15 Kreise eingeteilt. Diese Kreise wurden nach französischem Vorbild nach Flüssen benannt (Naabkreis, Regenkreis, Unterdonaukreis usw.). Die Kreise gliederten sich in Landgerichtsbezirke. 1811 wurde das Landgericht Nabburg in 58 Steuerdistrikte eingeteilt. Einer davon war Trausnitz, „bestehend aus den Dörfern Trausnitz mit dem von Kargschen Schloss und Köttlitz, den Einöden Kaltenthal und Ödmühl, der gutsherrlichen Waldung von Stein, die Sölzer und Kotlitzer Dikigt genannt, der gutsherrlichen Waldung von Hohentreswitz, das Wasserholz genannt, sowie dem Anzerholz“. Die Bezirke wiederum sollten in einzelne Gemeindegebiete eingeteilt werden. Im Jahre 1828 gehörten zur Gemeinde Trausnitz die Ortschaften, Weiler und Einöden Atzenhof, Bierlhof (= Unterbierlhof), Kaltenthal, Oberpierlhof, Ödmühl, Reisach, Schweizerbach und Trausnitz.

## Bilder

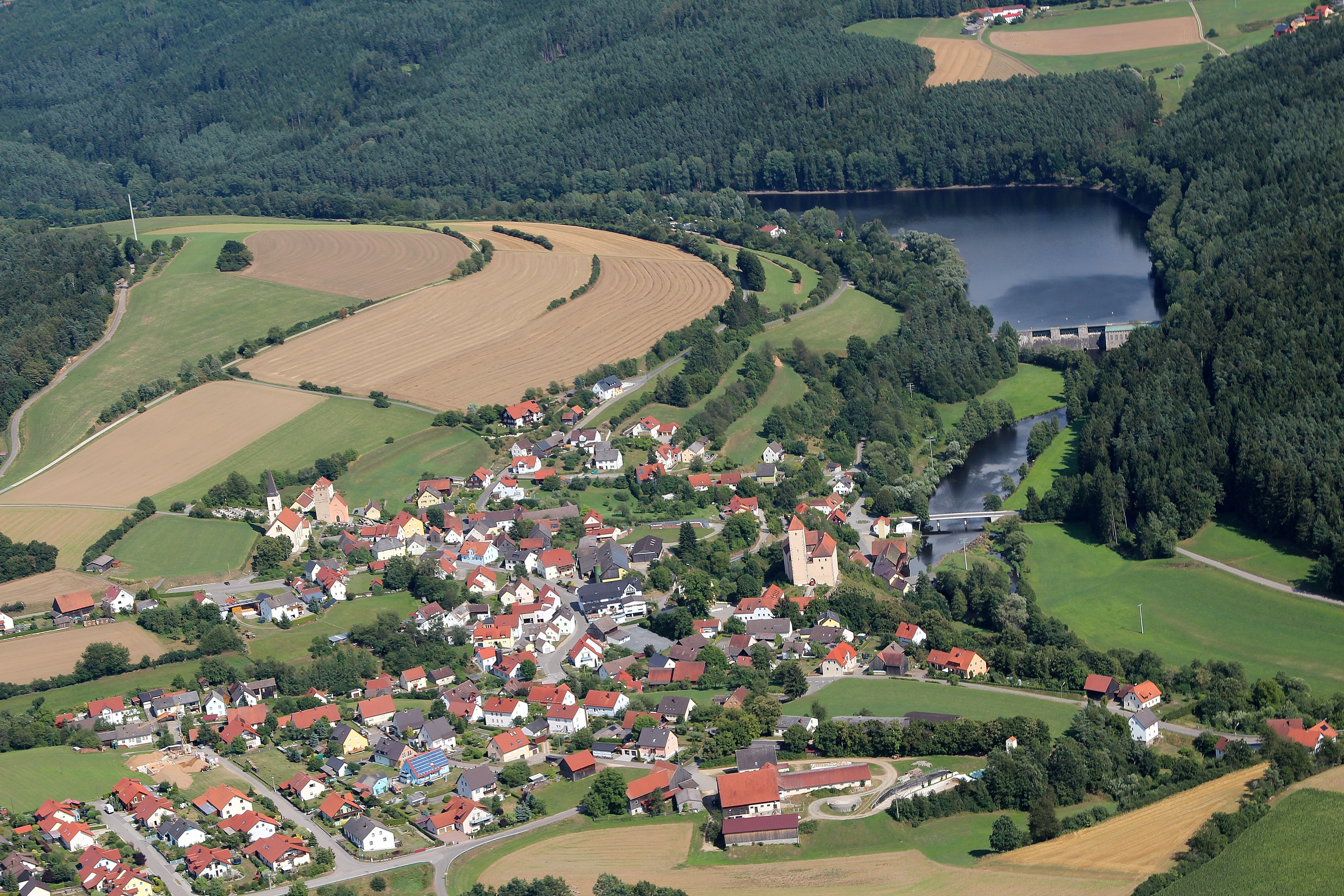
Trausnitz mit Pfreimtalstausee (2013)
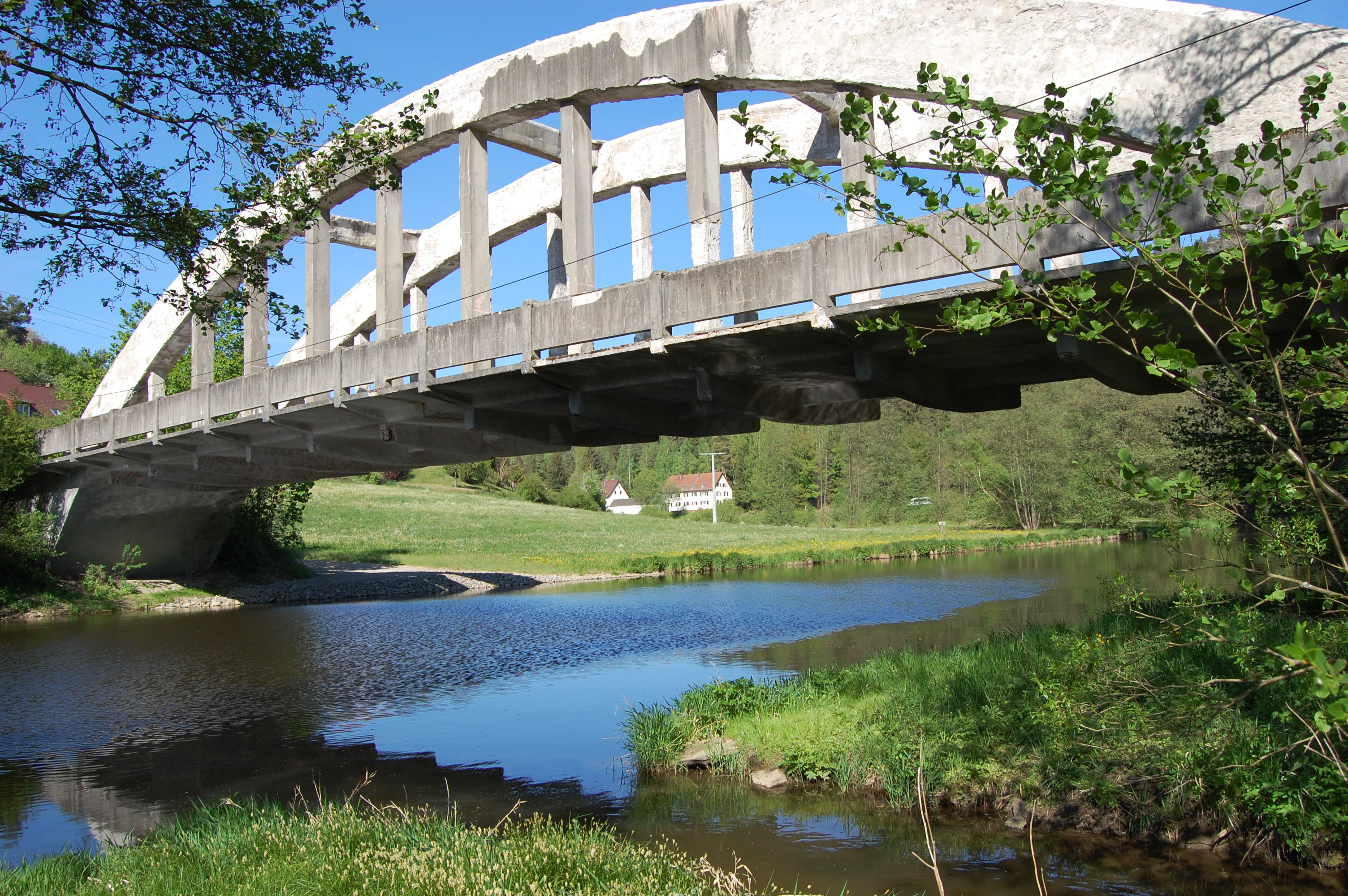
Alte Brücke in Kaltenthal, 2011 abgerissen
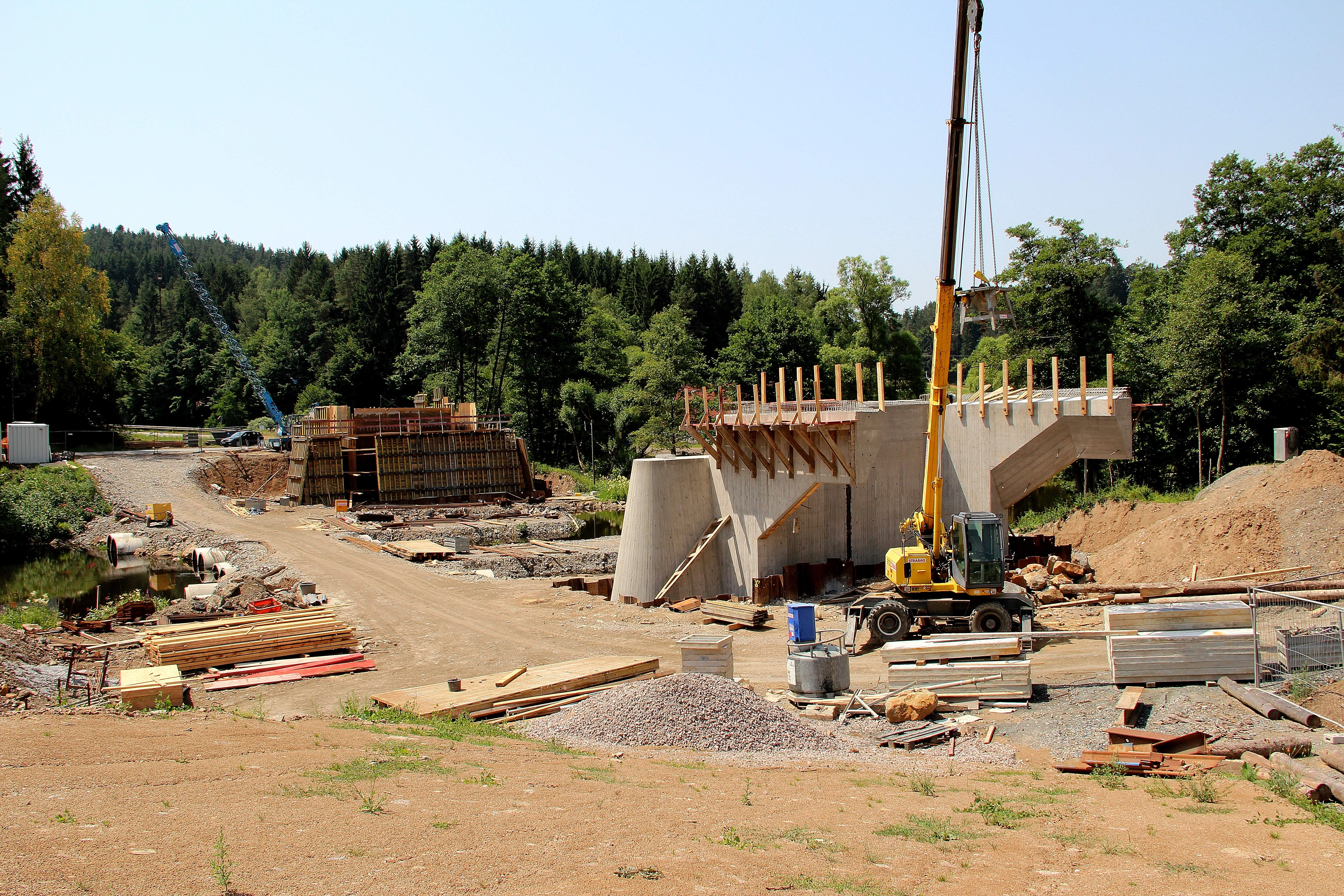
Bau der neuen Brücke (2012)
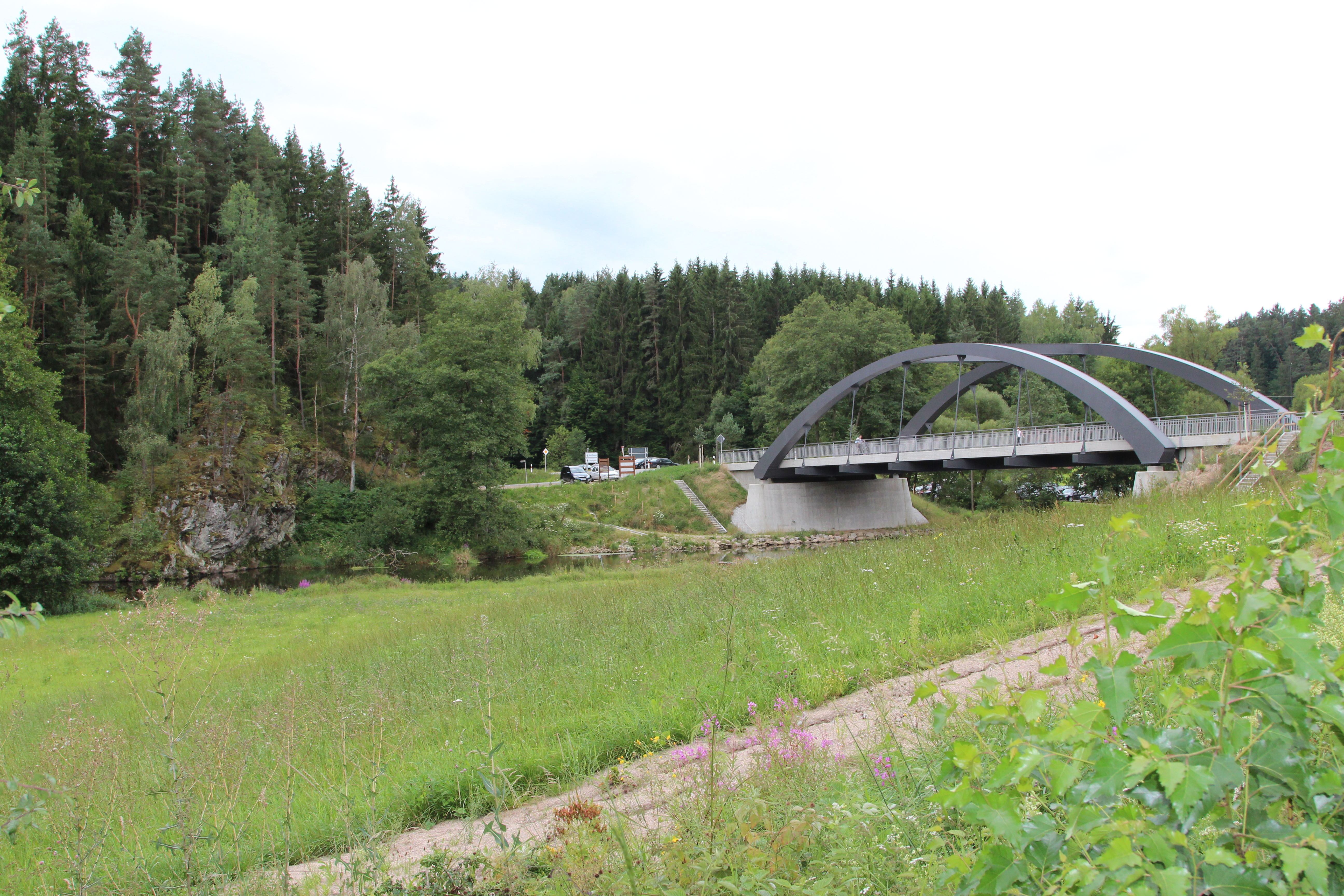
Neue Brücke in Kaltenthal (2014)
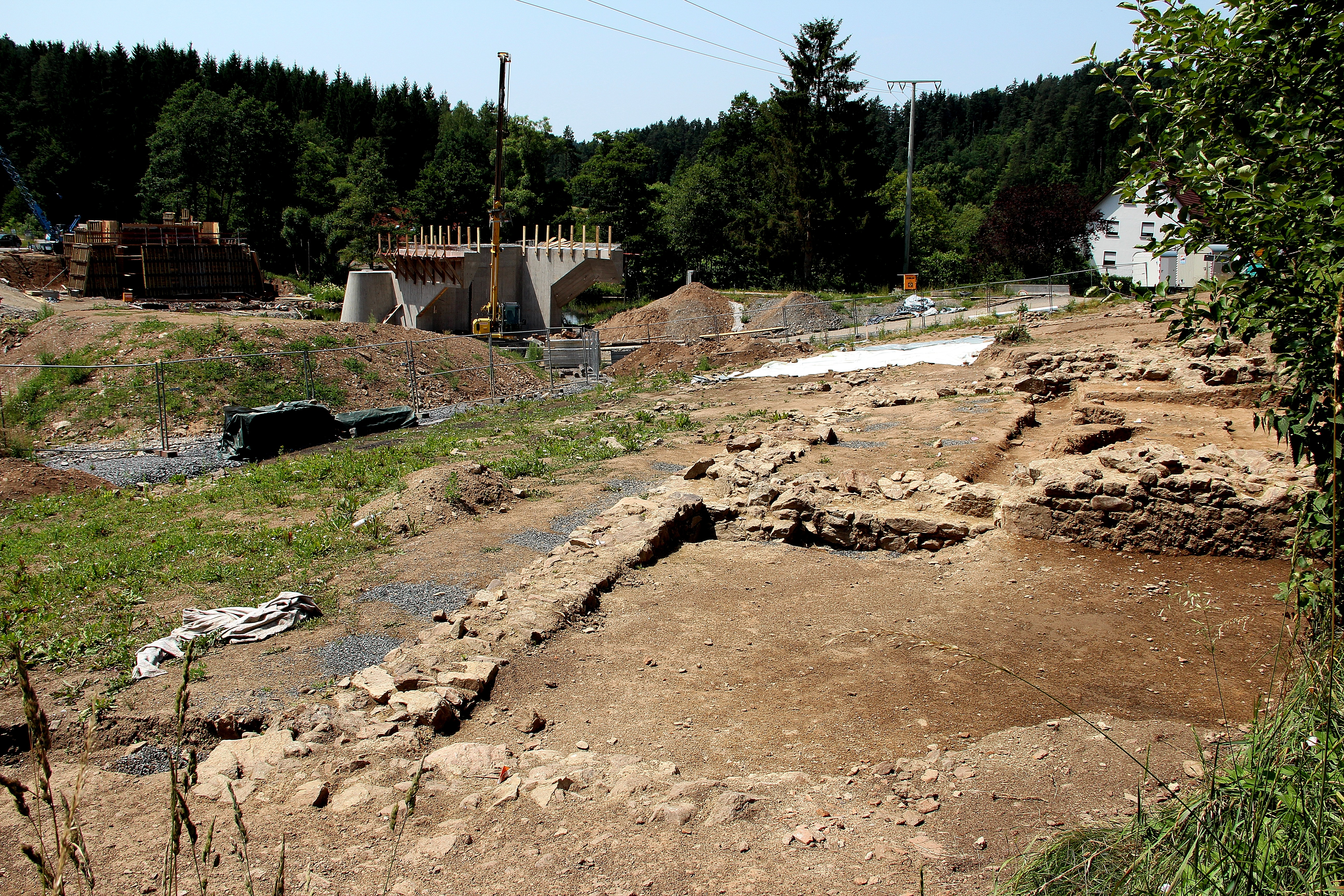
Hammer Kaltenthal (2012)